# Мухаммед Омар
Мухаммед Омар, відомий також як Мулла Омар (Саїд Мухаммед Ахунзаде; пушту ملا محمد عمر, народився 1962 або 1959 року) — 23 квітня 2013) — засновник руху Талібан, «Емір Ісламського Емірату Афганістан», якого було визнано у цій якості тільки трьома державами.

## Біографія
Точна дата народження невідома. За національністю пуштун, належав до роду Хотакі групи племен гільзаї. Ймовірно, народився у селі Сінгесар провінції Урузган (або у містечку Нодех в околицях Кандагара), виходець з родини бідних селян. Здобувши тільки початкову мусульманську освіту в місцевому медресе, після смерті батька залишився служити в ньому сільським муллою.
В середині 1970-х років Мухаммед Омар з двотижневим візитом відвідав Пакистан, де проходив курс вивчення ісламської теології в медресе Хакканія неподалік від Пешавара (за іншими джерелами — в релігійній школі міста Кветта). 1979 року взяв активну участь у війні проти радянських військ та режиму в Кабулі, який їх підтримав. Долучився до загонів моджахедів, однак відомості про нього як про самостійного польового командира відсутні. За деякими даними, він виступав як заступник командира бойових формувань ісламістської партії Харакат-і інкілаб-і ісламі Набі Мухаммаді, за іншими — був у загоні польового командира Юнуса Халеса; є інформація, що він є серед прибічників збройного угрупування ІТА Бурхануддіна Раббані. Відомо також про чотири його поранення, в боях втратив одне око. За однією з версій, зазнавши цього поранення, мулла Омар власноруч вирізав ножем рештки ока й зашив повіко. Хоча скоріше за все, око було видалено в одній з лікарень Пешавара.
Після виведення радянських військ 1989 року мулла Омар став імамом заснованої ним же мечеті села Сангсар в окрузі Майванд на захід від Кандагара.
Глава талібського Афганістану («Ісламський Емірат Афганістан») з 1996 до 2001 року, під час правління практично не залишав Кандагар та не спілкувався з «невірними». За час свого правління Мухаммед Омар практично не залишав своєї резиденції в Кандагарі, яка стала за ці роки неофіційною столицею режиму талібів; в Кабулі їхній лідер з'являвся тільки чотири рази.
Після терористичного акту 11 вересня режим талібів було скинуто в результаті військової операції НАТО в Афганістані, а Омар втік. Упродовж трьох місяців військові експерти, політики та ЗМІ висловлювали різні версії про те, куди та яким чином зник фактичний глава Афганістану, поки у січні 2002 року в Пакистані кореспондентами видання «Newsweek» вдалось узяти інтерв'ю у колишнього водія мулли Карі Сахеба, який розповів, як лідеру талібів удалась втеча. За словами Сахеба, Омар до останнього дня відмовлявся залишати рідний Кандагар і тільки напередодні введення до міста американських підрозділів погодився переїхати у безпечніше місце. За словами колишнього водія, з резиденції мулла виїхав на рикші, потім пересів на звичайну міську вантажівку і зник у невідомому напрямку. Після цього, очевидно, кілька днів він пробув у підпіллі, переміщуючись підвалинами різних будинків у різних містах, доки не сховався у відданих йому людей, які, імовірно, допомогли муллі з виїздом за кордон.
За даними американської розвідки він переховувався у місті Кветта. За інформацію, яка сприятиме його затриманню, США обіцяли заплатити 10 млн доларів.

## Персональні дані
Колишній глава зовнішньополітичного відомства Ісламського Емірату Афганістан Вакіль Ахмад Мутаваккаль, який часто зустрічався з муллою Омаром так відгукувався про нього:
|  | Найкращими рисами мулли Омара є його чесність, гідність, він був чистий думками. Під час джихаду він втратив одне око. Він гарний воїн» |

.
Незважаючи на колишній високий статус Омара як фактичного глави Афганістану та його особливе положення у списку розшукуваних терористів, про нього вкрай мало достовірної інформації. Відомості про зовнішність Омара (окрім того, що відсутнє праве око) суперечливі: не існує жодного фотознімка чи офіційного портрета, які б ідентифікували його як особу (є лише дуже нечіткий знімок). Сам він ніколи особисто не зустрічався з журналістами та не давав прямих інтерв'ю. Вкрай рідкісні аудіозвернення мулли або з'являлись в інтернеті, або надсилались до міжнародних агентств новин факсом. Нечисленні очевидці, яким вдалось особисто побачити Омара, кажуть, що лідер талібів складав солідне враження: статна людина, зростом вище середнього, зі спотвореним обличчям та довгою густою смоляною бородою; голову вінчає чорний тюрбан.

### Родина
У Мулли Омара було чотири дружини й четверо дітей: два сина й дві дочки. 1999 року одна з дочок загинула від вибуху бомби, коли під час чергового замаху на самого лідера Талібану терористи влаштували вибух поблизу одного з його будинків. Відповідно до іншої версії, у нього було п'ятеро синів. До самого падіння режиму талібів вважалось, що Усама бен Ладен та Мулла Омар — родичі: ніби одна з чотирьох дружин мулли — єдина дочка бен Ладена. Однак колишній водій Мухаммеда Омара Карі Сахеб 2002 року категорично відкинув ці чутки, сказавши, що Омар одружився вчетверте тільки для того, щоб уникнути шлюбу з дочкою Усами й тим самим не пов'язувати себе з ним родинними зв'язками.

## Повідомлення про загибель

### 23 травня 2011
23 травня 2011 року в низці ЗМІ з'явилась інформація про те, що Мулла Омар був ліквідований неподалік від міста Кветта в Пакистані (дорогою з пакистанського міста Кветта до прикордонної з Афганістаном племінної області Північний Вазиристан).
Представник спецслужб Пакистану повідомив, що Мулла Омар був знищений в результаті атаки безпілотника. Японське агентство «Кіодо» повідомило, що представник талібів заперечив повідомлення про смерть Мулли Омара.
Раніше на початку того ж місяця (травня) американський генерал Річард Міллз заявив, що після ліквідації Усами бін Ладена наступною метою американських спецназівців може стати саме Мулла Омар. Тоді ж міністр закордонних справ Італії Франко Фраттіні заявив, що після знищення бен Ладена наступним об'єктом антитерористичної боротьби є глава афганських талібів Мулла Омар.
У липні 2015 смерть Мухаммада Омара вперше підтвердили джерела в афганському керівництві,повідомивши, що він помер «кілька років тому».
30 липня 2015 терористичне угруповання «Талібан» підтвердила смерть свого лідера.